# NGC 1386
NGC 1386 (другие обозначения — ESO 358-35, MCG −6-9-5, IRAS03348-3609, FCC 179, PGC 13333) — линзообразная галактика в созвездии Эридан.
Галактика обладает активным ядром и относится к сейфертовским галактикам типа II
Этот объект входит в число перечисленных в оригинальной редакции «Нового общего каталога».
Галактика входит в Скопление Печи.
Галактика NGC 1386 входит в состав группы галактик NGC 1386. Помимо NGC 1386 в группу также входят NGC 1375, NGC 1389, NGC 1396, NGC 1326B, ESO 358-59, ESO 358-60 и PGC 13449.
В ядре NGC 1386 находится высокоионизированный газ, а также от него исходят горячие газовые потоки.